# Marie Jepsen
Marie Jepsen (ur. 27 marca 1940 w Nørre Nissum, zm. 20 października 2018 w Silkeborgu) – duńska polityk, posłanka do Parlamentu Europejskiego II i III kadencji.

## Życiorys
Z wykształcenia asystent techniczny, pracowała w tym zawodzie. W 1963 przeprowadziła się wraz z mężem do Silkeborga. Zaangażowała się w działalność polityczną w ramach Konserwatywnej Partii Ludowej. W 1978 po raz pierwszy uzyskała mandat radnej miejskiej, a kilka lat później została także radną Århus Amt.
W latach 1984–1994 sprawowała mandat eurodeputowanej II i III kadencji, pełniąc m.in. funkcję wiceprzewodniczącej frakcji chadeckiej. Pozostała aktywistką konserwatystów na poziomie lokalnym.